# Línea R12
La línea R12 de Rodalies de Catalunya fue una línea de ferrocarril en Cataluña que realizaba servicios regionales entre Hospitalet y Lérida Pirineos por la Línea Barcelona-Manresa-Cervera-Lérida-Zaragoza. Operada por Renfe Operadora, circulaba a través de vías de ancho ibérico propiedad de Adif.
Denominada línea 35 por Renfe Operadora y línea R12 por la Generalidad de Cataluña, anteriormente denominada línea Ca4b antes del traspaso de Cercanías y Regionales por parte del Ministerio de Fomento a la Generalidad en 2010.
La línea dejó de existir, el 15 de diciembre del 2024, dando el relevo a la nueva linea RL4, el tramo Lérida-Tarrasa pasará a ser gestionado por Ferrocarriles de la Generalidad de Cataluña en un futuro cercano, y el resto de la línea (Tarrasa-Hospitalet)  se integrará en el tramo de la Línea R4 de cercanías ya existente.